# Teorema de Weierstrass

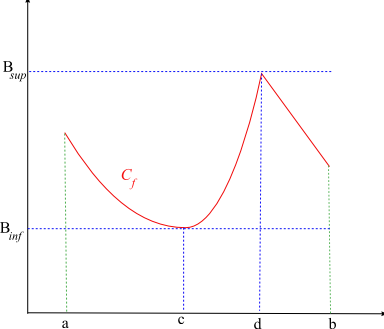
Representación gráfica del teorema

El teorema de Weierstraß es un teorema de análisis real que establece que una función continua en un intervalo cerrado y acotado (de números reales) alcanza sus valores máximo y mínimo en puntos del intervalo. 
También se puede enunciar en términos de conjuntos compactos. El teorema establece que una función continua transforma intervalos compactos en intervalos compactos.

## Teorema de Weierstraß
| Teorema de Weierstraß Si una función {\displaystyle f:\mathbb {R} \to \mathbb {R} } es continua en un intervalo cerrado y acotado {\displaystyle [a,b]}, entonces {\displaystyle f} alcanza sus extremos absolutos, es decir, existen dos puntos {\displaystyle x_{1},x_{2}\in [a,b]} tales que {\displaystyle f(x_{1})\leq f(x)\leq f(x_{2})} para cualquier {\displaystyle x\in [a,b]}. |

| Demostración del Teorema de Weierstraß |
| Como {\displaystyle f([a,b])} está acotada al ser [a,b] un compacto y f una función continua aplicada sobre un compacto, podemos asegurar que existe un supremo finito llamado M. Es necesario encontrar un punto d en [a,b] que satisfaga M = f(d). Digamos que n es un número natural. Como M es supremo, M – 1/n no lo es para f. Entonces, existe un punto dn en [a,b] tal que M – 1/n < f(dn). Esto genera una sucesión {dn} según vamos dando valores naturales a n. Como M es supremo por f, tenemos que M – 1/n < f(dn) ≤ M para todo n natural. Entonces, si hacemos tender n hacia infinito por el criterio de compresión tenemos que {f(dn)} converge a M. Tenemos una sucesión que converge al supremo del conjunto, ahora hay que ver que precisamente el punto donde se asume el supremo es el punto d, incluido en el conjunto, y por lo tanto este supremo es un máximo. El Teorema de Bolzano-Weierstraß nos dice que existe una subsucesión {{\displaystyle d_{n_{k}}}}, que converge a un punto d y, dado que [a,b] es cerrado, d está en [a,b]. Como f es continua en el conjunto (incluyendo el punto d), la sucesión {f({\displaystyle d_{n_{k}}})} converge a f(d). Pero {f(dnk)} es una subsucesión de {f(dn)} que converge a M, entonces M = f(d), ya que si una sucesión es convergente a un punto cualquier sucesión parcial converge al mismo punto. Por lo tanto, f asume el supremo M en el punto d, y como d es del conjunto es el máximo. La demostración para ver que el ínfimo del conjunto [a,b] por f se asume dentro del conjunto y por lo tanto es mínimo es análoga a esta. ∎ |

## Generalizaciones del teorema de Weierstraß
El teorema de Weierstraß se puede generalizar a aplicaciones continuas entre espacio topológicos.
| Teorema de Weierstraß (generalización) Sean {\displaystyle (X,{\mathcal {T}}),(Y,{\mathcal {T}}')} espacios topológicos y {\displaystyle f:(X,{\mathcal {T}})\to (Y,{\mathcal {T}}')} una aplicación continua. Si {\displaystyle (X,{\mathcal {T}})} es compacto, entonces {\displaystyle f(X)\subseteq Y} también es compacto. |

Gracias al Teorema de Heine-Borel, se puede formular el teorema anterior para funciones continuas entre un espacio topológico y un espacio normado:
Sea {\displaystyle (X,{\mathcal {T}})} un espacio topológico, {\displaystyle K\subseteq X} un conjunto compacto y {\displaystyle (V,||\cdot ||)} un espacio vectorial normado.
Si {\displaystyle f:K\to V} es una aplicación continua, entonces existen {\displaystyle x_{1},x_{2}\in K} tales que {\displaystyle ||f(x_{1})||\leq ||f(x)||\leq ||f(x_{2})||} para cualquier {\displaystyle x\in K}.
En concreto, si {\displaystyle V=\mathbb {R} }:
Sea {\displaystyle (X,{\mathcal {T}})} un espacio topológico y {\displaystyle K\subseteq X} un conjunto compacto.
Si {\displaystyle f:K\to \mathbb {R} } es una función continua, entonces existen {\displaystyle x_{1},x_{2}\in K} tales que {\displaystyle f(x_{1})\leq f(x)\leq f(x_{2})} para cualquier {\displaystyle x\in K}.